# Instituto da Conservação da Natureza e das Florestas
O ICNF, Instituto da Conservação da Natureza e das Florestas, I.P., é um organismo da administração indireta do Estado Português com a missão de contribuir para a valorização e conservação dos aspectos relativos aos recursos florestais e à Natureza e Biodiversidade em Portugal.
Está investido nas funções de autoridade florestal nacional e de autoridade nacional para a conservação da natureza e da biodiversidade, sendo tutelado pelos ministérios do Ambiente e da Agricultura, Florestas e Desenvolvimento Rural. Resultou da fusão, em 2012, da Autoridade Florestal Nacional (AFN) com o Instituto da Conservação da Natureza e da Biodiversidade, I.P., bem como da integração do Fundo Florestal Permanente.
Entre as suas atribuições contam-se a gestão das áreas integradas na Rede Nacional de Áreas Protegidas (Continente), das matas nacionais e dos perímetros florestais, da execução das políticas nacionais de conservação da natureza e da biodiversidade, das florestas, da caça, da pesca nas águas interiores e do combate à desertificação, aplicando em Portugal diversa legislação comunitária e acordos e convenções internacionais no âmbito das florestas e da conservação da natureza.
A Autoridade Florestal Nacional havia sido estabelecida em 2008, pelo Decreto-Lei n.º 159/2008, de 8 de agosto, sendo herdeira dos serviços da administração pública florestal, cujas origens remontam à criação da Administração Geral das Matas do Reino em 1824, bem como de diversos organismos no âmbito da coordenação económica das fileiras florestais e da gestão da caça e das pescas nas águas interiores.
A 24 de Maio de 1993, o Decreto-Lei n.º 193/93 havia igualmente criado o ICN - Instituto de Conservação da Natureza (que sucedeu ao Serviço Nacional de Parques, Reservas e Conservação da Natureza), sendo reformulado em 2007, incorporando desde então a política da Biodiversidade, alterando-se o nome para ICNB - Instituto da Conservação da Natureza e da Biodiversidade, I.P., através do Decreto-Lei n.º 136/2007.
Em 2019, na sequência dos gravosos incêndios de 2017 e da reestruturação do Sistema de Gestão Integrada dos Fogos Rurais, o ICNF é alvo de uma reestruturação, com a aprovação de uma nova lei orgânica que aprofunda a autonomia dos departamentos regionais e cria as Brigadas de Sapadores Florestais
Será Nuno Banza que vai substituir Rogério Rodrigues, como presidente do ICNF, que estava à frente deste organismo desde 2016.

## Ligações Externas
- [Sítio Oficial]